# Communauté de communes du val de Semouse
La communauté de communes du val de Semouse (CCVS) est une ancienne communauté de communes française, située dans le département de la Haute-Saône en région Bourgogne-Franche-Comté.
Créée le 20 décembre 2001, elle a fusionné avec d'autres intercommunalités pour former, le 1er janvier 2014 la communauté de communes de la Haute Comté

## Historique
La communauté de communes a été créée par un arrêté préfectoral du 20 décembre 2002.
Compte tenu de sa faible taille, une réflexion sur la fusion de plusieurs petites intercommunalités a été envisagée dès 2009, qui consistait à regrouper Belles Sources, Val de Semouse et Saône et Coney, puis, en 2011, entre uniquement Belles Sources et Saône et Coney, le Val de Semouse étant maintenu.
Le schéma départemental de coopération intercommunale approuvé en décembre 2011 par le préfet de Haute-Saône et prévoit notamment la fusion de la communauté de communes Saône et Coney, de la communauté de communes des belles sources et de la communauté de communes du val de Semouse.
La fusion des trois intercommunalités a formé, le 1er janvier 2014, la communauté de communes de la Haute Comté.

## Territoire communautaire
La communauté de communes regroupait, en 2013, les douze communes suivantes pour une population totale sans double compte de 14 583 habitants (RGP 1999): 
- Aillevillers-et-Lyaumont
- Ainvelle
- Briaucourt
- Corbenay
- Fleurey-lès-Saint-Loup
- Fontaine-lès-Luxeuil
- Fougerolles
- Francalmont
- Hautevelle
- Magnoncourt
- Saint-Loup-sur-Semouse
- La Vaivre

## Organisation

### Siège
Le siège de l'intercommunalité était à Saint-Loup-sur-Semouse, 32 Avenue Albert Thomas.

### Liste des présidents
L'intercommunalité était administrée par un conseil communautaire constitué de délégués élus en leur sein par les conseils municipaux des communes membres.
| Période                                  | Période | Identité            | Étiquette | Qualité                                                                               |
| ---------------------------------------- | ------- | ------------------- | --------- | ------------------------------------------------------------------------------------- |
| Les données manquantes sont à compléter. |         |                     |           |                                                                                       |
| ?                                        | 2013    | M. Claude Petitjean | PS        | Maire de Fougerolles (1997 → 2014) Président de la CC de la Haute Comté (2014 → 2014) |

### Compétences
L'intercommunalité exerçait les compétences qui lui avaient été transférées par les communes membres dans les conditions définies par le code général des collectivités territoriales. Il s'agissait notamment de : 
- Environnement et cadre de vie (assainissement collectif et non-collectif, collecte et traitement des ordures ménagères) :
- Action sociale communautaire ;
- Développement et aménagement économique : zones d'activité et actions de développement économique ;
- Activités périscolaires et culturelles ou socioculturelles ;
- Aménagement de l'espace : documents d'urbanisme (SCOT, PLU, schémas de secteur), ZAC, transport scolaire, programmes d'aménagement d'ensemble ;
- Développement touristique ;
- Logement et habitat : programme local de l'habitat (PLH), politique du logement social ;
- NTIC (Internet, câble...).

### Régime fiscal et budget
La Communauté de communes était un établissement public de coopération intercommunale à fiscalité propre.
Afin de financer l'exercice de ses compétences, l'intercommunalité percevait la fiscalité professionnelle unique (FPU) – qui a succédé à la taxe professionnelle unique (TPU) – et assure une péréquation de ressources entre les communes résidentielles et celles dotées de zones d'activité. Elle bénéficiait également d'une bonification de la Dotation globale de fonctionnement (DGF).
Afin d'assurer le fonctionnement de ce service, l'intercommunalité percevait également la redevance d'enlèvement des ordures ménagères (REOM).